# Phoxonotus
Phoxonotus  (лат.) — род мирмекофильных жуков из семейства карапузики (Histeridae). 5 видов.

## Распространение
Неотропика: Коста-Рика, Бразилия, Перу, Французская Гвиана, Суринам.

## Описание
Мелкие мирмекофильные коричневые жуки-карапузики (около 5 мм). Тело овальное, сверху выпуклое, с мелкой пунктировкой. Обитают в гнёздах муравьёв-листорезов рода Atta. Известны находки из детрита муравейников с глубины до 2 м.

## Систематика
Род Phoxonotus был впервые выделен в 1862 году французским аббатом и энтомологом Сильвеном Марселем (Marseul, 1862) на основании типового вида Phoxonotus tuberculatus. В ходе ревизии, выполненной в 2016 году чешским колеоптерологом Томашем Лакнером (Tomáš Lackner; Czech University of Life Sciences, Faculty of Forestry and Wood Sciences, Department of Forest Protection and Entomology, Прага, Чехия) в роду признано 5 видов
- Phoxonotus lectus Lewis, 1902[2]
- Phoxonotus parvotuberculatus Lackner, 2016
- Phoxonotus tuberculatus Marseul, 1862typus[3]
- Phoxonotus venustus (Erichson, 1834)[4]
- Phoxonotus fryi Lewis, 1879[5]